# پی-۶۰ کورتیس
پی-۶۰ کورتیس (به انگلیسی: Curtiss_P-60) یک هواگرد ملخ‌پیشین تک‌موتوره از نوع هواپیمای جنگنده ساخت شرکت Curtiss-Wright است. هواگرد پی-۶۰ کورتیس نخستین پروازش را در ۱۸ سپتامبر ۱۹۴۱ میلادی انجام داد. برنامه ساخت این هواگرد در نهایت لغو گردید. در مجموع، تعداد ۵ فروند از این هواگرد ساخته شده‌است.